# Akua Kuenyehia
Akua Kuenyehia (sinh năm 1947) là một luật sư người Ghana, từng là một thẩm phán của Tòa án Hình sự Quốc tế (ICC) từ năm 2003 đến 2015. Bà cũng từng là Phó chủ tịch đầu tiên của Tòa án này. Kuenyehia là một trong ba nữ thẩm phán châu Phi duy nhất tại ICC.
Kuenyehia đại diện cho quốc gia Ghana về Công ước của Liên hợp quốc về xóa bỏ mọi hình thức phân biệt đối xử với phụ nữ (CEDAW) năm 2003 và làm việc chăm chỉ để đóng góp cho danh tiếng và ảnh hưởng của bản thân.
Kuenyehia là thành viên danh dự của Đại học Somerville.

## Tuổi thơ và sự nghiệp
Kuenyehia được đào tạo tại Đại học Ghana và Đại học Oxford. Cô đã dành phần lớn công việc giảng dạy nghề nghiệp của mình tại Đại học Ghana, với tư cách là Trưởng khoa Luật, và là giáo sư thỉnh giảng tại các tổ chức khác bao gồm Đại học Leiden và Đại học Temple. Cô là Chủ tịch của Đại học Mountcrest, Ghana. Tòa nhà Khoa Luật tại Đại học Ghana, Legon, được đặt tên để vinh danh Tổng thống John Atta Mills và Giáo sư Kuenyehia.

## Thẩm phán của Tòa án Hình sự Quốc tế, 2003-2015
Vào tháng 3 năm 2009, các thẩm phán đã chọn Kuenyehia cũng như Anita Ušacka của Latvia cho các vị trí kháng cáo. Ba tháng sau, cả hai phải từ chức từ một vụ kháng cáo trong vụ án Germain Katanga của Cộng hòa Dân chủ Congo, xét xử các tội ác chiến tranh và tội ác chống lại loài người, vì trước đó họ đã ra lệnh bắt giữ ông.

## Sự công nhận
Năm 2013, Đại học Ghana đã đặt tên cho một khoa xây dựng luật mới được xây dựng theo tên Kuenyehia.